# 中国电影导演协会2010年度表彰大会
中国电影导演协会2010年度表彰大会是中国电影导演协会对2010年中国电影给予的表彰，於2010年12月20日公布提名名单，2011年1月13日晚在海南三亚市红树林酒店举行表彰大会。本届表彰的前身是2005年的第一届中国电影导演协会年度奖，因上级主管部门要求，不得颁“奖”，故改为“表彰”后恢复举办，表彰大会时，以张国立为首的司仪团则给现场立了一个不成文的规定：上台的人不能说到“奖”这个字。

## 表彰項目
- 年度导演
- 年度影片
- 年度青年导演
- 导演眼中的年度男演员
- 导演眼中的年度女演员
- 年度编剧(新增设)
- 年度港台导演(新增设)
- 杰出贡献导演(原终身成就奖)

参评资格

## 评委会
本届评委会主席由何平导演担任，郑洞天、吴天明、田壮壮、李少红、贾樟柯、陆川、宁浩及万玛才旦导演担任评委。

## 提名及表彰名单
为最终表彰获得者
| 表彰项目             | 姓名   | 电影                 |
| -------------------- | ------ | -------------------- |
| 年度导演             | 王小帅 | 《日照重庆》         |
| 年度导演             | 冯小刚 | 《唐山大地震》       |
| 年度导演             | 蒋雯丽 | 《我们天上见》       |
| 年度影片             | -      | 《唐山大地震》       |
| 年度影片             | -      | 《日照重庆》         |
| 年度影片             | -      | 《我们天上见》       |
| 年度青年导演         | 徐静蕾 | 《杜拉拉升职记》     |
| 年度青年导演         | 常征   | 《马文的战争》       |
| 年度青年导演         | 孔令晨 | 《玩酷青春》         |
| 导演眼中的年度男演员 | 王学圻 | 《日照重庆》         |
| 导演眼中的年度男演员 | 谢霆锋 | 《线人》             |
| 导演眼中的年度男演员 | 朱旭   | 《我们天上见》       |
| 导演眼中的年度女演员 | 徐帆   | 《唐山大地震》       |
| 导演眼中的年度女演员 | 桂纶镁 | 《线人》             |
| 导演眼中的年度女演员 | 姚君   | 《我们天上见》       |
| 年度编剧             | 薛晓路 | 《海洋天堂》         |
| 年度编剧             | 蒋雯丽 | 《我们天上见》       |
| 年度编剧             | 苏小卫 | 《唐山大地震》       |
| 年度港台导演         | 林超贤 | 《线人》             |
| 年度港台导演         | 陈德森 | 《十月围城》         |
| 年度港台导演         | 徐克   | 《狄仁杰之通天帝国》 |
| 杰出贡献导演         | 谢铁骊 | -                    |